# Saint-Léger-Triey
Saint-Léger-Triey är en kommun i departementet Côte-d'Or i regionen Bourgogne-Franche-Comté i östra Frankrike. Kommunen ligger i kantonen Pontailler-sur-Saône som tillhör arrondissementet Dijon. År 2022 hade Saint-Léger-Triey 250 invånare.

## Befolkningsutveckling
Antalet invånare i kommunen Saint-Léger-Triey
Referens:INSEE